# Setaria scheelei
Setaria scheelei är en gräsart som först beskrevs av Ernst Gottlieb von Steudel, och fick sitt nu gällande namn av Albert Spear Hitchcock. Setaria scheelei ingår i släktet kolvhirser, och familjen gräs. Inga underarter finns listade i Catalogue of Life.